# أوين بيدل
أوين بيدل (بالإنجليزية: Owen Biddle)‏ هو موسيقي أمريكي، ولد في 1 أكتوبر 1977.

## وصلات خارجية
- أوين بيدل على موقع IMDb (الإنجليزية)
- أوين بيدل على موقع ميوزك برينز (الإنجليزية)
- أوين بيدل على موقع ديسكوغز (الإنجليزية)